# Baraboulé
Baraboulé è un dipartimento del Burkina Faso classificato come comune, situato nella provincia di Soum, facente parte della regione del Sahel.
Il dipartimento si compone del capoluogo e di altri 21 villaggi: Baniel, Dambougaré, Dankanao, Dohouré, Dotoka, Fili-Fili, Gadiouga, Gasseltepaoua, Hocoulourou, Konga, Lessam, Mehena, Oudouga, Ouindoupoli, Pahoundé, Petalbaye, Petalkoulerou, Pétégoli, Petel, Soffi e Windeboki.